# Distretto di Yong'an
Il distretto di Yong'an (永安區S, Yǒng'ān QūP) è un distretto della municipalità di Kaohsiung, situata a Taiwan.